# Leioproctus fucosus
Leioproctus fucosus är en biart som beskrevs av Michener 1989. Leioproctus fucosus ingår i släktet Leioproctus och familjen korttungebin. Inga underarter finns listade i Catalogue of Life.